# Actus reus
En dret penal, Actus reus (/ˈæktəs ˈreɪəs/), en llatí per "acte culpable", és un dels elements normalment necessaris per demostrar la comissió d'un delicte en jurisdiccions de dret comú, l'altre és mens rea ("ment culpable"). Als Estats Units de vegades s'anomena element extern o element objectiu d'un crim.

## Etimologia
Els termes actus reus i mens rea desenvolupats en el dret anglès es deriven d'un principi enunciat per Edward Coke, és a dir, actus non facit reum nisi mens sit rea, que significa: "un acte no fa culpable una persona a menys que (el seu ) la ment també és culpable"; per tant, la prova general de culpabilitat és aquella que requereix prova de culpa, culpabilitat o culpabilitat tant en el pensament com en l'acció.

## Actuar
Perquè es cometi un actus reus hi ha d'haver hagut un acte. Diverses jurisdiccions de common law defineixen l'acte de manera diferent, però en general, un acte és un "moviment corporal ja sigui voluntari o involuntari". En Robinson v. Califòrnia, 370 U.S. 660 (1962), la Cort Suprema dels Estats Units va dictaminar que una llei de Califòrnia que il·legalitzava ser addicte a les drogues era inconstitucional perquè la mera condició de ser addicte a les drogues no era un acte i, per tant, no era criminal. El comentarista Dennis Baker afirma:
| « | «Tot i que els advocats troben convenient l'expressió actus reus, és enganyosa en un aspecte. Significa no només l'acte delictiu sinó tots els elements externs d'un delicte. Habitualment, hi ha un fet delictiu, que és el que fa que el terme actus reus sigui generalment acceptable. Però hi ha delictes sense acte i, per tant, sense actus reus en el sentit evident d'aquest terme. L'expressió "conducta" és més satisfactòria, perquè més àmplia; cobreix no només un acte sinó una omissió i (per un tram) una posició corporal. La conducta ha de tenir lloc de vegades en circumstàncies legalment rellevants. Les circumstàncies rellevants poden incloure el consentiment en cas de violació. L'acte de relacions sexuals humanes es converteix en un acte il·lícit si es comet en circumstàncies en què una de les parts no hi dona el consentiment i/o una o més parts interessades tenen menys d'edat. Altres delictes exigeixen que l'acte produeixi una conseqüència legalment prohibida. Aquests delictes s'anomenen delictes de resultat. ... Tot el que realment es pot dir, sense excepció, és que un delicte requereix un estat de coses extern que es pot qualificar de delictiu. El que passa dins del cap d'una persona mai és suficient per si mateix per constituir un delicte, encara que es pugui demostrar amb una confessió que es creu plenament genuïna. » | » |

Un acte pot consistir en la comissió, l'omissió o la possessió.

### Omissió
L'omissió implica no fer un moviment corporal necessari que resulta en una lesió. Igual que amb els actes de comissió, els actes d'omissió es poden raonar casualment utilitzant l'enfocament però . Però per no haver actuat, la lesió no s'hauria produït. El Codi Penal Model defineix específicament les especificacions per a omissions criminals:
1. l'omissió es fa expressament suficient per la llei que defineix el delicte, o
2. En cas contrari, la llei imposa el deure de complir l'acte omès (per exemple s'ha de presentar una declaració d'impostos).

Per tant, si la legislació criminalitza específicament una omissió a través d'un estatut, o s'ha omès un deure que normalment s'esperaria i ha causat lesions, s'ha produït un actus reus .

### Possessió
La possessió ocupa un lloc especial en el fet que ha estat criminalitzada però segons el dret comú no constitueix un acte. Alguns països com els Estats Units han evitat la conclusió de common law a Regina v. Dugdale definint legalment la possessió com un acte voluntari . Com a acte voluntari, compleix els requisits per establir actus reus.

## Voluntarietat
Perquè la conducta constitueixi un actus reus, s'ha de practicar voluntàriament. Poques fonts enumeren la totalitat del que constitueix una conducta voluntària i involuntària. Oliver Wendell Holmes, al seu llibre de 1881 The Common Law, va discutir si existeix un acte involuntari: "[un] espasme no és un acte. La contracció dels músculs s'ha de voler". Algunes fonts, com el Codi Penal Model, ofereixen un tractament més exhaustiu de la conducta involuntària:
- un reflex o convulsió;
- un moviment corporal durant la inconsciència o el son;
- conducta durant la hipnosi o resultat d'una suggestió hipnòtica;
- un moviment corporal que d'altra manera no és producte de l'esforç o de la determinació de l'actor, ni conscient ni habitual.

### Reflex o convulsió
Generalment, si durant una agitació incontrolable provocada per un episodi paroxístic sobtat, com el produït per una crisi epilèptica, una persona colpeja una altra persona, aquesta no serà responsable penalment de les lesions patides per l'altra persona. No obstant això, si abans de l'agressió a un altre, l'individu detingut exhibia una conducta que sabia que era perillosa atesa la seva història prèvia de convulsions, llavors és culpable de les lesions derivades de la confiscació. Per exemple, a People v. Decina, 2 NY2d 133 (1956), l'acusat, Emil Decina, va apel·lar una condemna en virtut del § 1053-a de la Llei Penal de Nova York . El 14 de març de 1955, Decina va patir una greu convulsió mentre conduïa un vehicle de motor. Va girar salvatgement pels carrers i va colpejar un grup d'escoles, matant-ne quatre. En un examen directe, el metge de Decina va declarar que Decina li va informar que abans de l'accident "va notar una sacsejada de la mà dreta" i va explicar el seu extens historial de convulsions, conseqüència d'un dany cerebral d'un accident d'automòbil als set anys. Decina va argumentar, entre altres coses, que no havia tingut cap conducta delictiva perquè no va colpejar voluntàriament les noies de l'escola. El Tribunal d'Apel·lacions de Nova York no va estar d'acord i va considerar que com que l'acusat sabia que era susceptible d'una confiscació en qualsevol moment sense previ avís i va decidir conduir un vehicle de motor per una via pública de totes maneres, era culpable del delicte. "Dir el contrari", va escriure Froessel, J, "seria dir que un home pot gaudir lliurement de begudes alcohòliques amb la mateixa esperança que no afectarà la seva conducció, i si més tard es desenvolupa que la intoxicació consegüent provoca una conducció perillosa i temerària. resultant en la mort, la seva inconsciència o involuntària en aquell moment l'alliberaria del processament[.]"

### Inconsciència o son
A Hill v Baxter, Kilmuir, LC, va articular la necessitat d'eliminar l'automatisme, definit com "l'existència en qualsevol persona d'un comportament del qual no és conscient i sobre el qual no té control conscient", per demostrar la voluntarietat de la actus reus :
Així, una persona que pateix somnambulisme, una fuga, un trastorn metabòlic, epilèpsia o un altre trastorn convulsiu o reflexiu, que mata una altra persona, roba béns d'una altra persona o es dedica a una altra conducta delictiva facial, pot no haver comès un actus reus., perquè aquesta conducta pot haver estat provocada de manera inconscient, i "qui participa en el que d'altra manera seria una conducta delictiva no és culpable d'un delicte si ho fa en estat d'inconsciència[. ]" Segons la jurisdicció, l'automatisme pot ser una defensa diferent de la bogeria o una espècie d'aquesta.

### Hipnosi
Tot i que el consens científic general és que la hipnosi no pot induir els individus a participar en una conducta en la qual d'altra manera no es comprometrien, el Codi Penal Model, ofereix hipnosi i hipnòtics. suggeriment com a negació de la volició i, en conseqüència, actus reus.

### Omissió
La voluntarietat inclou l'omissió, perquè implícita en l'omissió és que l'actor va optar voluntàriament per no fer un moviment corporal i, en conseqüència, va causar una lesió. L'absència intencionada, temerària o negligent d'una acció es considera una acció voluntària i compleix el requisit voluntari d' actus reus.